# Trichomyia rawlinsi
Trichomyia rawlinsi är en tvåvingeart som beskrevs av Wagner 2000. Trichomyia rawlinsi ingår i släktet Trichomyia och familjen fjärilsmyggor. Inga underarter finns listade i Catalogue of Life.